# Kurt Ritter (Hotelier)
Kurt Ritter (* 10. Februar 1947 in Interlaken) ist ein Schweizer Hotelier. Bekannt ist Ritter besonders wegen seiner Tätigkeit als CEO des belgischen Hospitalityunternehmens Rezidor Hotel Group, der heutigen Radisson Hotel Group, von 1989 bis 2012.

## Leben
Ritter war der dritte Sohn der Hoteliersfamilie Ritter, die das „Beau-Site“ in Unterseen bei Interlaken führten. Schon früh musste er nach dem Tod seines Vaters 1955 Verantwortung im eigenen Hotel übernehmen. Er besuchte nach Abschluss des Handelsgymnasiums die École Supérieure de Commerce du Canton de Vaud und später die renommierte Hotelfachschule in Lausanne, die er 1970 abschloss. Ritter ist Vater von drei Kindern und in dritter Ehe verheiratet.

## Karriere
Seine Karriere begann Ritter 1970 als Assistant Manager im Hotel Bellevue Palace in Bern. In den folgenden Jahren bekleidete er viele verschiedene Positionen für Ramada International Hotels in Belgien, Frankreich, Deutschland und Schweden. Im Jahre 1976 zog er nach Schweden in das SAS Luleaa Hotel, wo er das erste Mal in der Position des General Managers arbeitete. Nachdem er 1979 als General Manager des SAS Kuwait Hotels in den Nahen Osten gezogen war, wurde er 1984 zum „Area Vice President“ für dieses Gebiet ernannt.
Im Frühjahr des Jahres 1988 wurde er neuer Vice President und COO der SAS International Hotels (SIH) und kehrte zurück nach Europa, um seine neue Tätigkeit in der Firmenzentrale in Oslo wahrzunehmen. Ein Jahr später wurde er Präsident und CEO, der zu diesem Zeitpunkt mit 400 Millionen Dollar hochverschuldeten SAS International Hotels. In den nächsten Jahren setzte er auf einen ziemlich aggressiven Sparkurs, vor dem selbst der Zucker, der zum Kaffee serviert wurde, nicht verschont blieb, um das Unternehmen gesund zu schrumpfen.
Er verlagerte ausserdem die Firmenzentrale vom abgelegenen Oslo in das strategisch günstiger gelegene Brüssel. Ausserdem schaffte er es 1994 mit Carlson Hotels Worldwide einen sehr starken Franchisepartner zu gewinnen, der es ihm erlaubte den Namen SAS zu behalten. Nachdem es ihm gelungen war, das ehemals hochverschuldete Unternehmen SAS International Hotels gesund zu schrumpfen, begann er die nun unter dem Namen Radisson SAS Hotels bekannte Hotelgruppe auszubauen und zu expandieren, was sie in Europa zu dem am schnellsten wachsenden Hospitalityunternehmen machte.
2002 erweiterte er den Franchisevertrag und schloss einen bis dahin einzigartigen Vertrag mit Carlson Worldwide ab, der es seinem Unternehmen erlaubt Carlsoneigene Firmennamen, wie z. B. Radisson, Park Inn, Country Inn in Europa, den Mittleren Osten und Afrika zu benutzen und unter eigenem Management zu betreiben, in diesem Zuge setzte er einen Namenswechsel durch, aus strategischen Gründen wurde die Rezidor SAS Hospitality gegründet. Unter seiner Leitung wuchs das Unternehmen von 29 Hotels 1994 auf 263 im Jahr 2005. im November 2006 ging er mit dem Unternehmen unter dem Namen „The Rezidor Hotel Group“ an die Stockholmer Börse. Die Unternehmensgruppe über mehr als 350 Hotels mit mehr als 74'500 Zimmern in 53 Ländern. Ritter sollte das Unternehmen zunächst bis Februar 2012 führen, er entschloss sich den Vertrag bis 2015 zu verlängern. Die wurde später anders dargestellt. Im Januar 2012 war Ritter Mitbegründer der Carlson Rezidor Hotel Group. Seit 2013 ist er als leitender strategischer Berater von Carlsons Präsidentin und CEO Trudy Rautio tätig. Sein Nachfolger bei Rezidor wurde Wolfgang M. Neumann.
Ritter gehört ebenfalls zum zehnköpfigen Aufsichtsrates des IBLF Tourism Partnership, welches unter der Schirmherrschaft des Prince of Wales geführt wird, des Weiteren ist er berufenes Mitglied der École hôtelière de Lausanne und des Cornell-Nanyang Institute of Hospitality Management, Singapore.

## Auszeichnungen
- 2002: „Corporate Hotelier of the World“
- 2005: „International Hotel Investment Forum Lifetime Achievement Award“
- 2005: „Brillat Savarin-Plakette“ der Brillat Savarin-Stiftung[4]
- 2008: „Worldwide Hospitality Awards“ für sein Lebenswerk in Paris[2][5]
- 2012: Wurde er in die „British Travel Hall of Fame“ aufgenommen
- 2013: „Lifetime Award“ des deutschen Travel Industry Club[6]